# 스페인의 중세사
스페인의 중세사는 스페인의 역사 중 한 시기로 서로마 제국 멸망 이후 5세기부터 1492년 근세가 시작되는 시점까지 해당한다.
스페인의 역사는 이베리아반도에 자신들만의 독특한 문화를 들여온 정복자들의 물결로 특징지어진다. 반달족과 알란족들의 이동이 408년에 히스파니아의 지중해 연안을 끼고 내려온 뒤, 스페인의 중세사는 아리우스 교리를 따르는 서고트족의 이베리아 왕국으로 시작되며, 이 서고트족들은 587년에 이들의 왕 레카레드를 따라 가톨릭으로 개종하였다. 스페인 내 서고트족의 문화는 민족 대이동기에 속하지만 고대 후기의 현상으로 볼 수 있다.
711년 북아프리카에서, 이슬람 국가인 우마이야 칼리파국이 서고트족의 왕 로데리크를 상대로 반란을 일으킨 한 서고트족 세력의 도움 요청에 따라 스페인으로 건너왔다. 711–788년 기간에 걸쳐, 우마이야는 히스파니아의 서고트 왕국 영토 대부분을 정복하였고 알안달루스라고 알려진 영토를 세웠다. 이 정복 중에 한 반란으로 스페인 북부에 아스투리아스 왕국이라는 기독교 국가가 건립됐다.
이 시기의 대부분은 레콩키스타라고 일컫는 스페인의 이슬람 및 기독교 국가들 간의 분쟁으로 특징지어진다. 무슬림과 기독교 영토 간의 경계는 700년간의 전쟁을 통해 남쪽으로 흔들렸으며, 이는 이베리아반도가 군사상 분쟁 지역이 되게 하였다. 이 중세 시기에 스페인의 기독교 국가들과 코르도바 칼리파국의 후신 국가들인 이슬람의 타이파들 간의 전쟁이 이어졌다. 아라곤 연합왕국과 카스티야 연합왕국 간의 전쟁도 왕가 간의 경쟁 구도 및 남쪽의 이슬람한테서 정복하거나 정복당한 영토 처분을 두고 의견 불일치로 유발되었다.
스페인의 중세사는 레콩키스타 운동의 최종 행보인 나스르 왕조의 그라나다 토후국의 항복과 유대인 추방령을 내린 알람브라 칙령으로 1492년에 끝나게 되었다고 보통 말한다. 근세 스페인은 스페인의 카를로스 1세라는 이름으로 신성 로마 황제 카를 5세의 재위 기간에 단일 국가로서 처음으로 통일되었다.

## 중세 초 스페인
게르만 부족들이 로마 제국의 영토를 침입했을 당시, 근방의 훈족들의 압박에 밀려나가게 된 스키타이 혹은 타타르계 민족인 알란족, 그리고 게르만 부족들인 반달족 및 수에비족 등 무리들은 처음 피레네반도에 도달하게 되었다. 대부분의 알란족들은 얼마 못 가 복속당하였다. 바이티카에 거점을 마련하며 반달루시아(안달루시아)라는 이름을 부여한 반달족들은 아프리카로 건너간 한편, 서고트족은 갈리시아의 수에비족을 구석에 몰고 둘러싸다가 수에비족이 마침내 이들에 완전히 복속되었다. 이 서고트족들은 알라리크 주도 하에 로마 약탈을 벌인 뒤 아타울프라는 지도자와 함께 이베리아반도로 관심을 돌렸고 북동쪽 영역을 차지했었다. 왈리아는 자신의 영토를 이베리아반도 대부분으로 확대시키며, 수에비족이 갈리시아에 국한하도록 하였다. 테오도리크 1세는 로마인, 프랑크족과 함께 카탈라우눔 전투에 참전하여, 아틸라를 패주시켰다.
이베리아반도 내 마지막으로 남아있는 로마 세력을 소탕한 에우리크 (466년)를 비록 갈리시아 내 수에비족이 여전히 독립 세력으로 남아 있긴 하였지만, 최초의 스페인 군주라고 여길 수 있다. 에우리크는 또한 서고트족에 최초로 성문법을 부여한 인물이기도 하였다. 그 이후의 서고트족의 통치 기간에 프랑크의 가톨릭 왕들은 아리우스파를 따르는 서고트족에 반대하는 히스파니아-로마계 가톨릭 교도들의 수호자를 자청하였고, 이 두 국가 간의 전쟁에서 알라리크 2세와 아말라리크 등이 목숨을 잃었다.

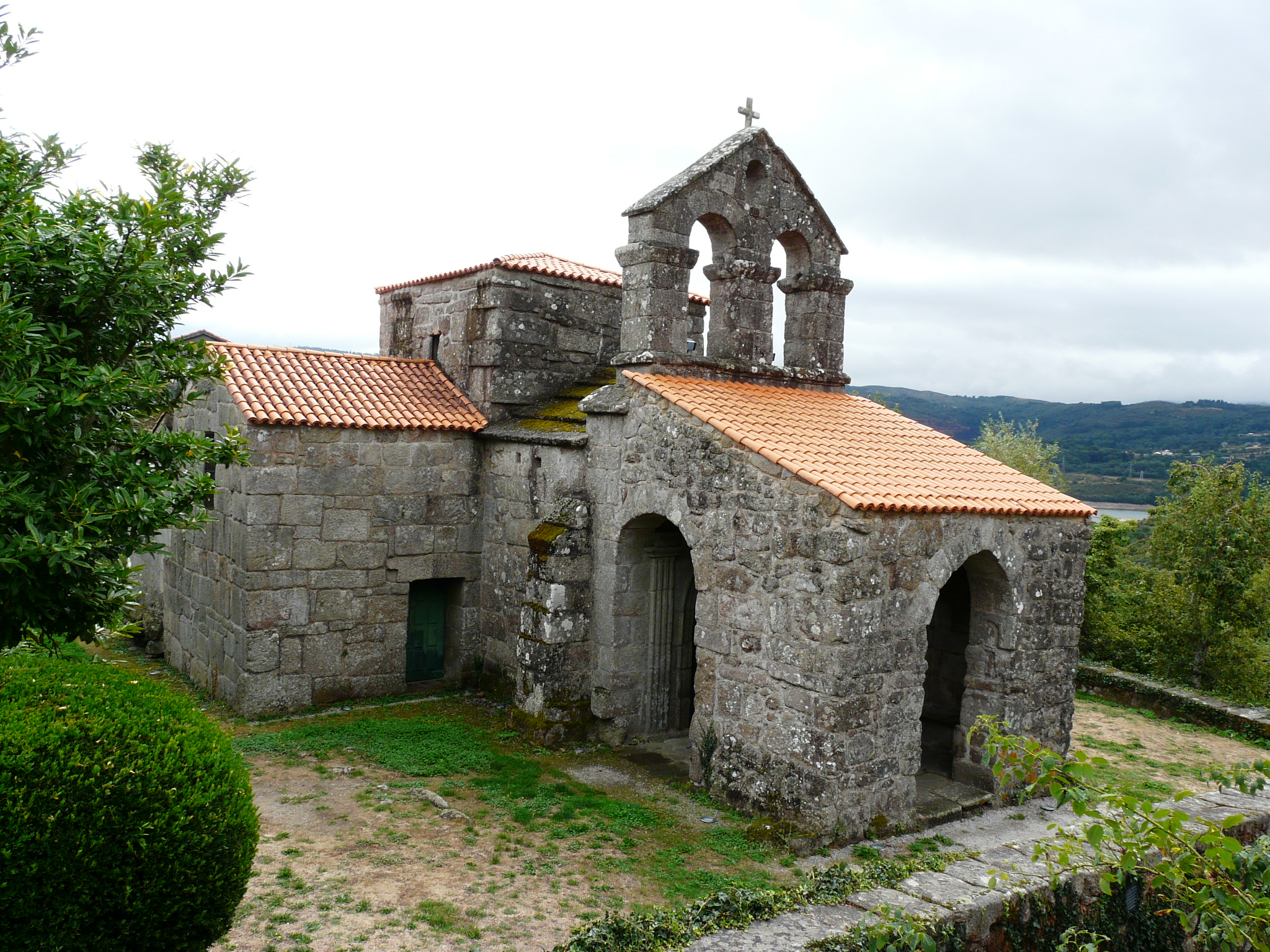
스페인 갈리시아 지역의 오우렌세에 있는 서고트족의 산타 콤바 데 반데 교회.

아길라 왕에게 반란을 일으켰던 아타나길드는 도움의 대가로 이베리아 남동쪽의 해안 지역들을 양도하겠다는 대가로 비잔티움의 그리스인들을 불러들였다 (554년). 리우비길드는 수에비족을 복속시키며 이베리아반도의 정치적 통합을 회복하였으나, 왕가 내에서도 벌어지던 나라의 종교적 분열은 내전을 불러왔다. 리우비길드의 아들인 성 에르메네질드는 가톨릭의 수장으로 나섰다가 전투에서 패하고 포로로 잡혔다가, 아리우스파로 개종하기를 거부하고 순교하였다. 리우비길드의 아들이자 성 에르메네질드의 형제였던 레카레드는 제3차 톨레도 공의회(589년)에서 가톨릭 교리를 받아들이며, 아버지가 이룩한 정치적 일치에 종교적 일치를 더하였다.
시세부트와 수인틸라 등은 스페인에서 비잔티움 세력의 축출을 완료하였다. 킨다수인트와 레케스윈트 등은 입법의 일치를 이루려 하였고, 이때까지 금지되어 있던 고트족과 라틴인 간의 혼인을 합법화하였다. 711년에, 타리크 이븐 지야드가 이끄는 소수의 아랍인 병력과 북아프리카의 베르베르인 병사들이 지브롤터해협을 넘어와, 서고트 왕국 곳곳에서 심각한 내전과 분열이 진행되던 중에 과달렌테 전투에서 로데리크 왕이 이끄는 서고트 군대와 교전하였다.

## 중세 이슬람 스페인
중세 이슬람 왕조와 이들의 통치자들에 대한 자세한 내용은 다음 참조:
- 스페인의 우마이야 왕조:
  - 코르도바 토후국 - 756–912 (929)
    - 압드 아르라흐만 1세 - 756–88년
    - 히샴 1세 - 788–96년
    - 알하캄 1세 - 796–822년
    - 압드 아르라흐만 2세 - 822–52년
    - 무함마드 1세 - 852–86년
    - 알문드히르 - 886–88년
    - 압달라흐 이븐 무함마드 - 888–912년
    - 압드 아르라흐만 3세 - 912–29년

  - 코르도바 칼리파국 - 929–1031년
    - 압드 아르라흐만 3세 - 929–61년 (칼리프)
    - 알하캄 2세 - 961–76년
    - 히샴 2세 - 976–1008년
    - 무함마드 2세 - 1008–09년
    - 술레이만 - 1009–10년
    - 히샴 2세 - 1010–12년 (복위)
    - 술레이만 - 1012–17년 (복위)
    - 압드 아르라흐만 4세 - 1021–22년
    - 압드 아르라흐만 5세 - 1022–23년
    - 무함마드 3세 - 1023–24년
    - 히샴 3세 - 1027–31년
- 타이파 국가들

## 중세 기독교 스페인
중세 스페인의 기독교 왕국 및 정체들에서 대해서는 다음 참조: 아스투리아스 왕국, 갈리시아 왕국, 마르카 히스파니카, 아라곤 왕국, 카탈루냐 후작령, 카탈루냐 군주국, 팜플로나/나바라 왕국, 레온 왕국, 카스티야 왕국, 비스카야 영주령, 발렌시아 왕국, 마요르카 왕국, 타라고나 군주국, 아라곤 연합왕국 혹은 카스티야 연합왕국.

### 세 번의 재정복
무슬림들에게 도피하던 고트족들은 로마인들이 단 한번도 자신들의 지배권을 사실상 이루지 못했던 산악 지대로 피난처를 마련하였으며, 과달렌테 전투가 벌어지고 겨우 수 년 만에 이들은 코바동가 전투에서 알카마에게 승리를 거두었다. 코바동가에서 승리를 거둔 돈 펠라요 혹은 펠라기우스라는 고트족 족장은 왕위에 올랐고, 캉가스 데 오니스에 거처를 마련하였다. 그의 아들 파비야가 사냥 중에 곰에게 토막나 사망하면서, 그의 뒤를 돈 펠라요의 사위인 알폰소 1세가 이어받아, 저 멀리 갈리시아와 티에라 데 캄포스('고트족의 평야' 혹은 캄포스 고티코스)까지 왕국의 영역을 넓혔다.
프루엘라 1세 (727년–728년)가 오비에도를 건립하였다. 하지만 그는 암살을 당하였고, 그 뒤를 몇몇 왕들 (아우렐리우스, 실로, 마우레가토, 부제왕 베르무도 1세 등)이 이어받다가 마침내 정숙왕 알폰소 2세가 왕위를 이어받아, 오비에도에 왕궁을 세우고, 무슬림들을 상대로 대대적인 확장을 재개하였으며, 아스투리아스로 샤를마뉴를 불러들인 것으로 보이는데 이에 따라 롱스보 계곡 전투로 끝이 나고 만 일어난 프랑크 군주의 군사 활동이 벌어졌다. 바이킹들이 844년에 갈리시아를 침공했으나 아 코루냐에서 라미로 1세에게 축출당하고 마는데 70척의 바이킹 함선이 나포되어 불태워졌다. 바이킹들은 오르도뇨 1세 재위 기간인 859년에 갈리시아에 돌아왔다. 이들은 돈 페드로가 이끄는 군대와 충돌하였는데 돈 페드로는 이들을 해산시키고 함선 38척을 파괴하였다. 알폰소 3세 대왕은 저 멀리 시에라 모레나까지 공격을 이어나갔고, 장차 카스티야의 수도가 되는 부르고스를 세웠다. 그의 아들들이 그에게 반란을 일으켰고, 그는 왕위에서 물러나, 영토를 아들들에게 분배해주었다. 그를 마지막으로 아스투리아스 왕국을 멸망하였고, 아스투리아스의 영토는 곧 레온 왕국의 영토가 되었다.
레콩키스타의 또 다른 전환점은 아라곤이었고, 나머지 두 곳은 나바라와 카탈루냐로, 프랑스와의 독특한 관계 속에서 그 기원을 하는 상황에 있었다. 서부 피레네산맥의 양쪽에 있던 바스크들은 프랑크인들의 통치에 불만을 품었고, 여러 차례 반란을 일으켰다. 롱스보에서 이들은 샤를마뉴의 병력을 전멸시켰고, 824년의 또 한번의 승리로 팜플로나의 바스크인들의 독립을 확고히 하였다. 바스크인들의 왕이나 족장들의 이름 및 재위 시기는 아바르카의 산초 2세가 등장할 때까지 매우 불분명하다. 그는 아들인 전증왕 가르시아 2세를 위해 왕위에서 물러났으며, 가르시아 2세 시기 때 레온 및 나바라 병력이 함께 발데훈케라 전투에서 패했다. 산초 3세 대왕은 스페인 역사에 가장 영향력을 많이 미친 군주 중 한 명이며, 그는 나바라, 아라곤, 카스티야, 소브라르베의 왕이 되었다. 그가 사망하면서 (1035년), 그는 왕국을 분할하여, 나바라는 장자인 가르시아에게, 왕의 직위와 함께 카스티야는 페르난도에게, 아라곤은 라미로에게, 곤살로에게는 소브라르베를 주었다.

### 스페인 통일
여러 국가들을 하나로 통일하는 데 있던 몇 가지 어려움들이 레콩키스타를 진행하던 중 스페인에서 발생하였다. 나바라와 카탈루냐는 특히나 프랑스와 밀접한 관계를 맺고 있었고, 라몬 베렝게르 백작과 프로방스의 후계자인 둘차 간의 혼인은 랑그도크 사람들의 관계를 더욱 돈독히 만들어 이후 카탈루냐가 직면하게 되는 국면들은 오히려 프랑스 남부 지역과 관련성을 띠었다. 나바라에서는, 선대 산초 왕가가 단절되면서, 왕위가 프랑스의 블루아 가문 (1234년)과 에브뢰 가문 (1349년-1441년)에 차례로 넘어갔고, 이에 따른 결과로 15세기까지 나바라는 스페인 국가들보다 프랑스 왕국과 밀접한 관계에 있었다. 한편으로, 나바라 가문이 서쪽의 왕국들에 도입한 봉건제는 반복적인 국가 분할을 낳았다. 페르난도 1세는 그의 왕국을 카스티야, 레온, 갈리시아, 사모라, 토로 등 다섯 개로 나누었으나, 그의 아들 강인왕 산초가 형제들이 아버지에게서 받은 영토를 몰수하여 단일 왕국으로 복원시켰다. 하지만 알폰소 7세가 카스티야와 레온을 분리시켜 전자는 아들 산초, 후자는 페르난도 1세에게 남겨주었다.
부르고뉴 공작들이 도입한 봉건제의 또 다른 결과는 포르투갈의 분리였다. 알폰소 6세가 딸들인 우라카와 테레사를 각각 부르고뉴의 레몽과 부르고뉴의 앙리에게 시집을 보냈는데, 이 사위들은 각각 포르투갈, 그리고 카스티야 레온 등에서 새로운 왕조를 열었다. 아스투리아스, 갈리시아, 레온, 카스티야 등 왕국들은 아버지인 알폰소 9세를 통해 레온의 후계자이자, 어머니 베렝가리아를 통해 카스티야의 후계자였던 페르난도 3세의 치세 때 통일되었다. 같은 방식으로 카탈루냐와 아라곤은 라몬 베렝게르가 아라곤의 수도사왕 라미로의 딸 도냐 페트로닐라와 결혼함으로써 통일되었다.

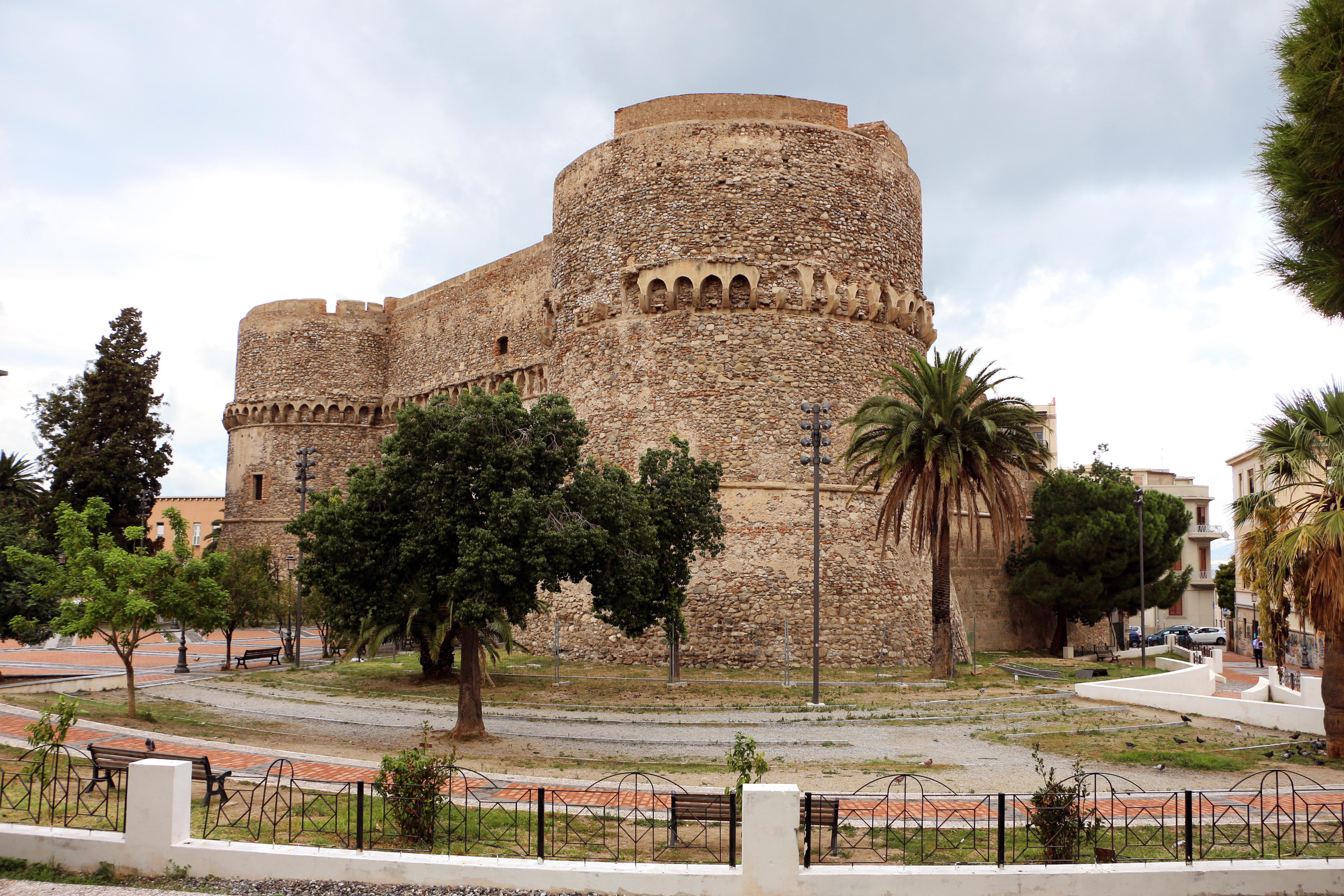
이탈리아 레조칼라브리아의 아라곤성

아라곤과 카탈루냐의 통합을 통해 형성된 국가는 이 지역 내에서 레콩키스타를 처음으로 마쳤고, 그 다음으로 동쪽으로 자신들의 힘을 휘둘렀다. 아라곤과 카탈루냐의 군주 가톨릭왕 페드로 2세는 몽펠리에의 마리와의 혼인을 무효로 하고 교황으로부터 즉위식을 치르기 위해 로마로 향하였다. 첫 번째 목표는 이루는 데 실패했고, 후자는 아라곤 귀족들이 페드로가 왕국에 설치한 성좌의 영지를 받아들이기를 거부하면서 커다란 문제거리가 발생하였다. 그 이후로 아라곤 귀족들은 처음으로 연합을 강요하였는데, 이는 심각한 문제의 원인으로 있다가 페드로 4세가 자신의 단검으로 연합 내용을 다룬 문서를 갈기갈기 조각내면서 끝났다. 가톨릭왕 페드로 2세는 뮈레 전투 (1213년)에서 교황 인노첸시오 3세가 알비파들을 제거하기 위해 보낸 시몽 드 몽포르한테서 자신의 알비파 친척들을 보호하다가 전사하였다. 그의 아들인 정복왕 하메스 1세는 마요르카 (1228년)와 발렌시아 (1238년)를 확보하며 카탈루냐와 아라곤의 레콩키스타를 마쳤고, 게다가 사위인 알폰소 10세의 무르시아 정복을 마치는 걸 도와주기도 하였다. 그의 아들과 후임자는 알폰소의 아내인 콘스탄체의 권리를 통하여 카탈루냐-아라곤 정책에 있어서 시칠리아와 나폴리 쪽으로 새로운 지시 방향을 제시해주었다. 앙주 가문에 대하여 일어난 시칠리아 만종 사건 (1282년)으로 득을 본, 그는 시칠리아를 획득하고 나폴리를 공격하였다.
하지만 이 정복은 아라곤의 왕들을 앙주 가문의 권리를 옹호하던 교황들과 적대 관계에 놓이게 했다. 페드로 3세를 파문시켰던 교황 마르티노 4세는 아라곤 귀족들이 왕가의 세력을 약화시키면서 이들의 특권을 확장시키는 기회로 삼도록 유도하였다. 귀족들의 요구 사항들은 알폰소 3세 시기 때 늘어났는데, 알폰소는 그 유명한 연합의 특권을 수용할 수밖에 없었다. 하메스 2세는 시칠리아 대신에 코르시카와 사르데냐를 받기로 하며, 성좌와 화해하였다. 엄숙왕 페드로 4세는 에필라에서 귀족들을 제압하고 (1348년) 단검으로 전임자들한테서 귀족들이 갈취해간 특권에 대한 문서들을 갈기갈기 조각냈다. 한편, 시칠리아에 남겨진 카탈루냐와 아라곤인들은 비잔티움 황제 안드로니코스 2세 팔레올로고스에게 튀르크와 싸우겠다고 제안하였다. 튀르크인들을 무력화시키고 나서, 이들은 자신들의 지도자들을 배반하고 살해한 그리스인들에게 칼끝을 돌렸다. 로카포르트의 베르나르드, 엔테카의 베렝게르 주도의 반란은 엄청난 죗값을 치르게 했는데, 이는 역사에서 '카탈루냐의 복수'라 기록되었고 게다가 아테네 및 네오파트라스 등 공작령들이 들어섰다 (1313). 아라곤의 왕가는 인문왕 아라곤을 마지막으로 단절되었고, 카스페 타협에서 왕위를 카스티야의 왕조에게 주기로 하였으며, 이에 따라 마지막 연합의 준비가 이뤄졌다. 고결왕 알폰소 5세는 한 차례 더 자신이 시칠리아 왕국을 갖고 있던 이탈리아에 대한 아라곤의 정책을 바꾸는데, 그는 나폴리 여왕 조반나의 양아들이 되면서 나폴리 왕국을 획득하였다. 이 사건들로 18세기까지 이어진 이탈리아 전쟁이 시작되었다.

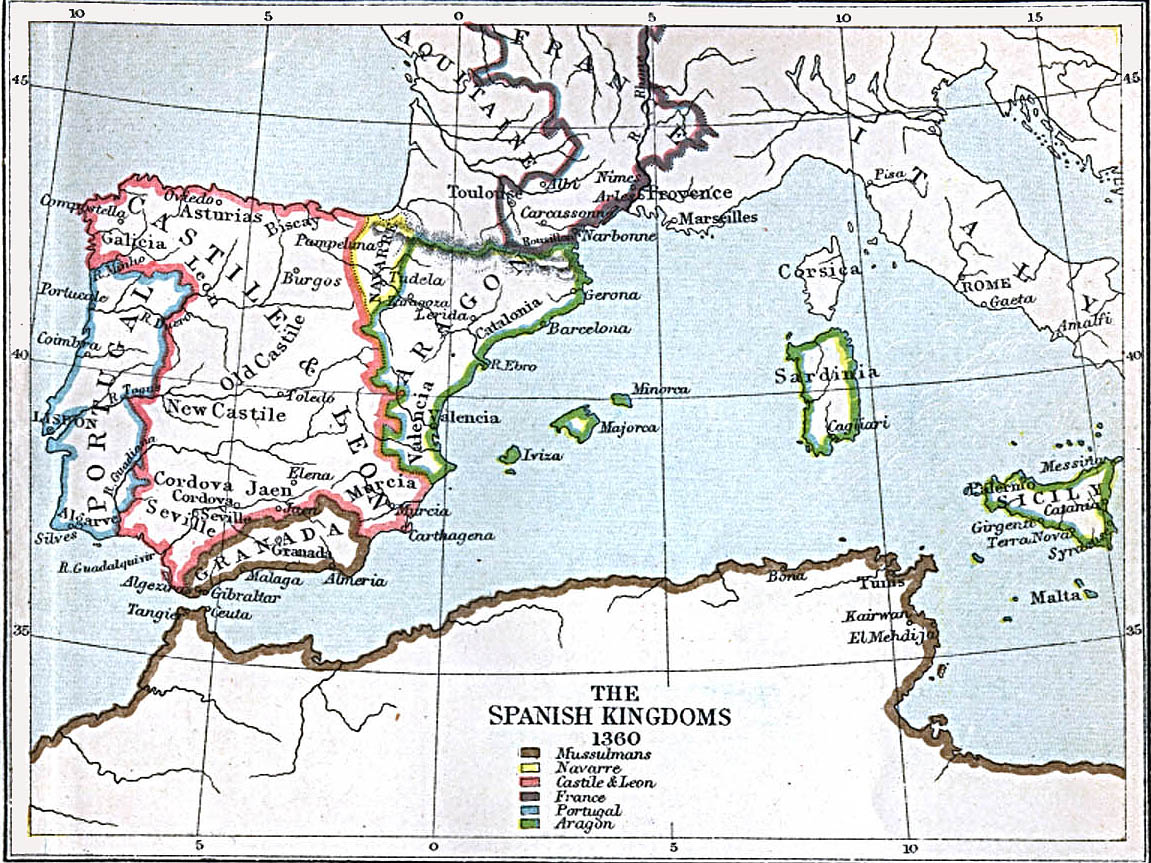
1360년 스페인 왕국들

동시에, 레콩키스타가 카스티야에서는 시들해졌다. 맨 먼저 신성 로마 제국 제위에 대한 알폰소 10세의 출마 때문이었는데, 그는 선제후들의 다수 표를 확보했었다. 이 뒤에 왕위 계승 문제가 벌어졌으며, 세르다 후계자들 (알폰소 10세의 장자인 페르난도의 아들들)과 산초 4세의 아들들 간의 왕위 주장 문제였다. 이후에, 페르난도 4세가 어머니 마리아 데 몰리나의 섭정 하에 9세의 나이에 왕위에 올랐다. 알폰소 11세는 그의 아버지가 죽었을 때 (1312년) 겨우 한 살을 넘었을 때였으나, 그의 재위 기간은 많은 면에서 영광스러웠는데, 그는 리오 살라도 전투에서 마린 왕조의 군대를 무찔렀으며, 하지만 엘레오노르 데 구스만 사이에서 몇몇 자녀를 두었는데, 이로 인해서 다음의 재위 기간인 잔인왕 페드로 때 전쟁이 일어났고, 페드로는 배다른 형제 트라스타마라의 엔리케에게 결국 살해당함으로써, 엔리케가 엔리케 2세로 즉위하였다. 포르투갈의 베아트리스와 혼인한 (1383년), 후안 1세는 포르투갈의 마지막 보르고냐 왕가 출신 왕인 페르난두가 죽을 시에 두 왕국의 연합을 노렸었다. 하지만 포르투갈 측은 알후바로타 전투에서 카스티야의 후안을 패배시켰고 (1385년), 포르투갈 왕위는 포르투갈의 주앙 1세가 된 아비스 기사단장에게 넘어갔다. 랭커스터의 캐서린과 혼인한 엔리케 3세는 카스티야 왕위 후계자로서 아스투리아스 공이라는 작위를 처음으로 맡은 이었으며, 그는 자신의 아들인 후안 2세가 그랬던 것처럼 미성년자 시절에 왕위를 물려받았다.

## 문화
711년 이전 로마 이후 시대 때, 스페인어의 역사는 고대 스페인어와 함께 시작하였다. 상당한 문학적 실체를 띠고 있는 라틴어에서 비롯한 다른 스페인어권 언어들에는 카탈루냐어 (발렌시아어와 관련하여 황금기를 겪었다), 그리고 상대적으로 그 정도가 덜한 아라곤어가 있다. 아스투리아스레온어, 갈리시아어, 바스크어는 주로 문어보다는 구어로서 그 정체성을 띠었다.
알폰소 10세는 1283년에 ‘리브로 데 로스 후에고스’라고 하는 체스, 주사위, 테이블 게임에 대한 아랍어 서적의 번역을 명하였다. 이 서적에는 100가지가 넘는 체스 문제들 및 변형 체스들과 더불어 체스 하는 법을 담고 있다. 알폰소는 또한 'Cantigas d'escarnio e maldicer','Cantigas de Santa Maria‘ 등의 몇몇 음악 서적들을 갈리시아포르투갈어 공동집필하였다. 전자는 기보법과 더불어 400개가 넘는 시들을 담고 있으며, 최근엔 중세 시대부터 현재까지 남아있는 노래들에 대한 가장 큰 모음집 중 하나라고 여겨진다.

## 주요 도시
중세 스페인은 상호연결된 지역들로 구성되어 있었듯이 도시들로 이뤄진 연결망이었다. 도시들은 문화 및 행정의 중심지이자, 주교들 그리고 가끔씩은 왕들이 있던 곳이며, 중심부의 요새에서 확장된 시장과 주거 시설을 갖추고 있었다. 중세 스페인 역사는 다음의 주요 도시들을 통하여 쉽게 추적해볼 수 있다:
- 바르셀로나
- 빌바오
- 부르고스
- 코르도바
- 그라나다
- 레온
- 말라가
- 무르시아
- 오비에도
- 살라망카
- 산탄데르
- 산티아고데콤포스텔라
- 세비야
- 톨레도
- 발렌시아
- 바야돌리드
- 사라고사

## 같이 보기
- 스페인 기사도
- 중세 스페인 문학

## 추가 문헌 자료
- 《The Art of medieval Spain, A.D. 500-1200》. New York: The Metropolitan Museum of Art. 1993. ISBN 0870996851.
- Linehan, Peter (1993). 《History and the Historians of Medieval Spain》. Oxford, UK: Clarendon Press. ISBN 9780198219453.
- O'Callaghan, Joseph F. (1975). 《A History of Medieval Spain》. Ithaca, NY: Cornell University Press. ISBN 9780801492648.
- Kennedy, Hugh (1996). 《Muslim Spain and Portugal: A Political History of al-Andalus》. London: Longman. ISBN 0582495156.
- Hillgarth, Jocelyn N. (1976–1978). 《The Spanish Kingdoms, 1250-1516 (2 vols.)》. Oxford, UK: Clarendon Press. ISBN 0198225318.